# Міжнародна асоціація регіональної науки
Міжнаро́дна асоціáція регіонáльної наýки — (англ. Regional Science Association International) — наукова асоціація, створена в США 1954 року за ініціативою Волтера Айзарда, яка об'єднала навколо регіональної науки представників різних наукових дисциплін: економістів, географів, спеціалістів у галузі міського планування, архітекторів, інженерів, екологів, соціологів, політологів, психологів, юристів і фахівців інших галузей, які вважають доцільним вивчати і вирішувати свої професійні проблеми в регіональному контексті.
У 1960 році Асоціація отримала міжнародний статус. Протягом свого існування здійснює регулярну діяльність, проводячи континентальні і світові конгреси, видаючи журнали і серії монографій, організовуючи навчальні програми.
Широко відомі у світі видання Асоціації «Papers in Regional Science».

## Структура
Міжнародна асоціація регіональної науки в даний час виступає як головна організація, якій підпорядковані три основних суперрегіональних організації в Північній Америці, Європі і Тихоокеанському регіоні.
Цю організацію не слід плутати з Асоціацією регіональних досліджень (англ. Regional Studies Association).